# Dioclea sericea
Dioclea sericea är en ärtväxtart som beskrevs av Carl Sigismund Kunth. Dioclea sericea ingår i släktet Dioclea och familjen ärtväxter. IUCN kategoriserar arten globalt som livskraftig. Inga underarter finns listade i Catalogue of Life.